# Verkiezingen in Nederland

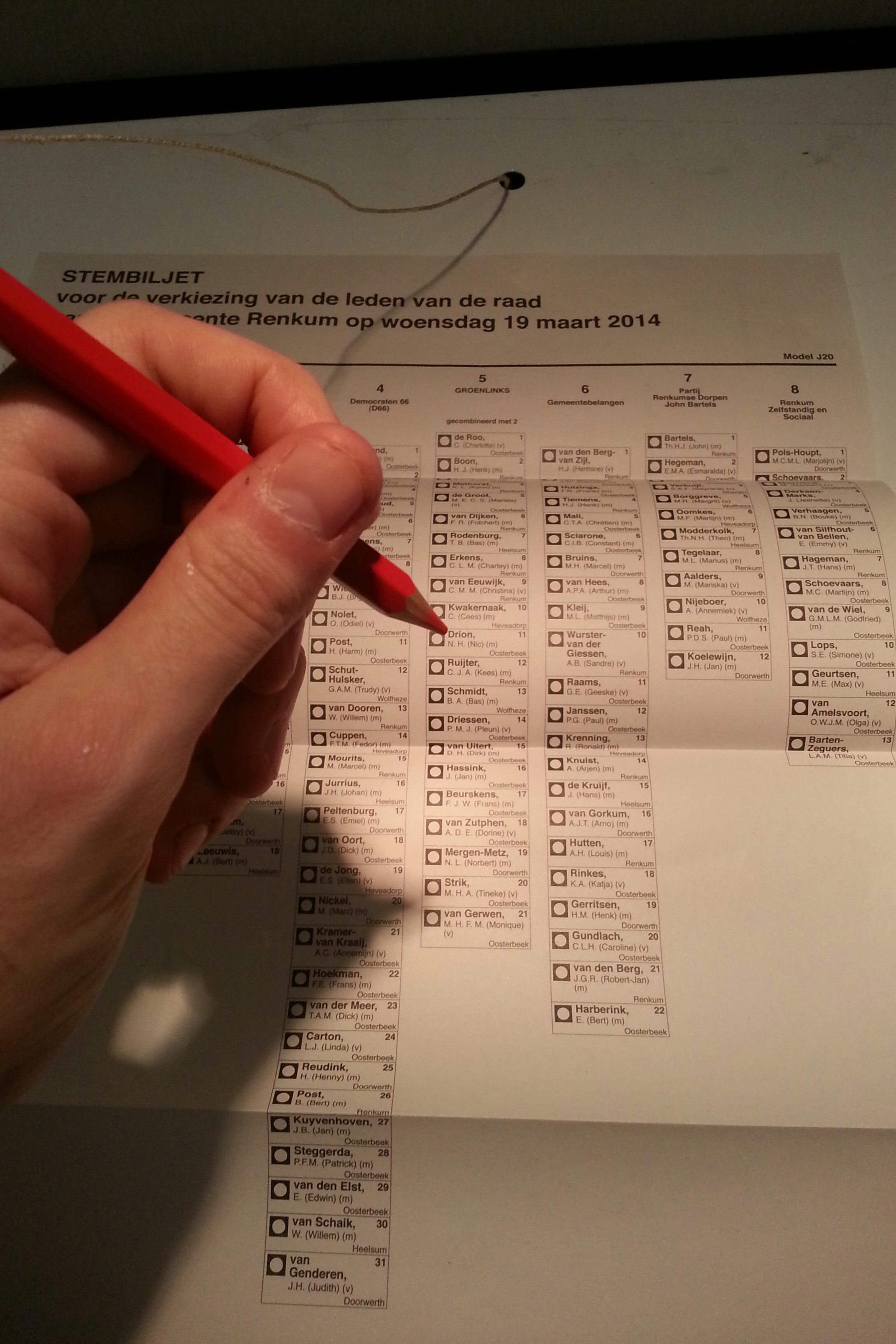
Het uitbrengen van een stem via een stembiljet en met het rode potlood tijdens de gemeenteraadsverkiezingen van 19 maart 2014 in Wolfheze (gemeente Renkum).

In Nederland vinden periodiek verkiezingen plaats voor het Europees Parlement, de Eerste Kamer der Staten-Generaal, de Tweede Kamer der Staten-Generaal, de Provinciale Staten, de gemeenteraden en de waterschappen. In Caribisch Nederland, dat geen provinciale en gemeentelijke indeling kent, kan gestemd worden voor de kiescolleges voor de Eerste Kamer en de eilandsraden.
Deelgemeenten zijn in Nederland afgeschaft op 19 maart 2014. Gemeenten hebben nu de mogelijkheid territoriale bestuurscommissies in te stellen.

## Periodiciteit
De verkiezingen kennen de volgende periodiciteit:
| Bestuursniveau                  | Stemmen door                                                                                        | Frequentie  | Laatste keer | Volgende keer |
| ------------------------------- | --------------------------------------------------------------------------------------------------- | ----------- | ------------ | ------------- |
| Tweede Kamerverkiezingen        | stemgerechtigde Nederlanders                                                                        | elke 4 jaar | 2023         | 2025          |
| Europees Parlementsverkiezingen | stemgerechtigde EU-burgers                                                                          | elke 5 jaar | 2024         | 2029          |
| Gemeenteraadsverkiezingen       | stemgerechtigde inwoners van de gemeente                                                            | elke 4 jaar | 2022         | 2026          |
| Provinciale Statenverkiezingen  | stemgerechtigde inwoners van de provincie                                                           | elke 4 jaar | 2023         | 2027          |
| Eerste Kamerverkiezingen        | leden van Provinciale Staten en leden van de kiescolleges voor de Eerste Kamer                      | elke 4 jaar | 2023         | 2027          |
| Waterschapsverkiezingen         | stemgerechtigde ingezetenen van het waterschap                                                      | elke 4 jaar | 2023         | 2027          |
| Eilandsraadsverkiezingen        | stemgerechtigde inwoners van het openbaar lichaam (een van de BES-eilanden van Caribisch Nederland) | elke 4 jaar | 2023         | 2027          |
| Kiescollegeverkiezingen         | stemgerechtigde Nederlanders die geen ingezetenen zijn of de inwoners van Caribisch Nederland       | elke 4 jaar | 2023         | 2027          |

## Organisatie
Het houden van verkiezingen wordt in Nederland geregeld in de Kieswet van 1989.
Verkiezingen zijn geheim. Geheim stemmen is in de Nederlandse grondwet opgenomen in Artikel 53. Voor stemmingen waarop de Nederlandse Kieswet van toepassing is, is het stemgeheim gewaarborgd in artikel j15: "Het stemlokaal is zodanig ingericht dat het stemgeheim is gewaarborgd". 
In Nederland vinden verkiezingen bij het normaal aflopen van de zittingstermijn in maart of mei plaats, en gewoonlijk op een woensdag. De verkiezingen voor het Europees Parlement worden echter op een donderdag gehouden.
Sinds 1970 is er in Nederland geen opkomstplicht meer. Iedereen heeft recht op maximaal 2 uur "stemvrij" van zijn werk als hij of zij niet buiten werktijd kan stemmen.